# Guadalquivir
Fluviul Guadalquivir (pronunție spaniolă: [ɡwaðalkiˈβir]) este cel de al cincilea fluviu ca lungime din Peninsula iberică și doilea din Spania (după Tajo), cu o lungime de 657 km. El este și cel mai lung curs de apă din Andaluzia. Numele său provine din expresia arabă al-wādi al-kabīr ("Valea cea Mare"). Fluviul s-a numit Betis (sau Baetis) din vremurile pre-romane pâna în perioada dominației islamice în Andaluzia, de unde și numele provinciei romane Hispania Baetica.